# Xã Defiance, Quận Defiance, Ohio
Xã Defiance (tiếng Anh: Defiance Township) là một xã thuộc quận Defiance, tiểu bang Ohio, Hoa Kỳ. Năm 2010, dân số của xã này là 13.178 người.